# Jota castellana

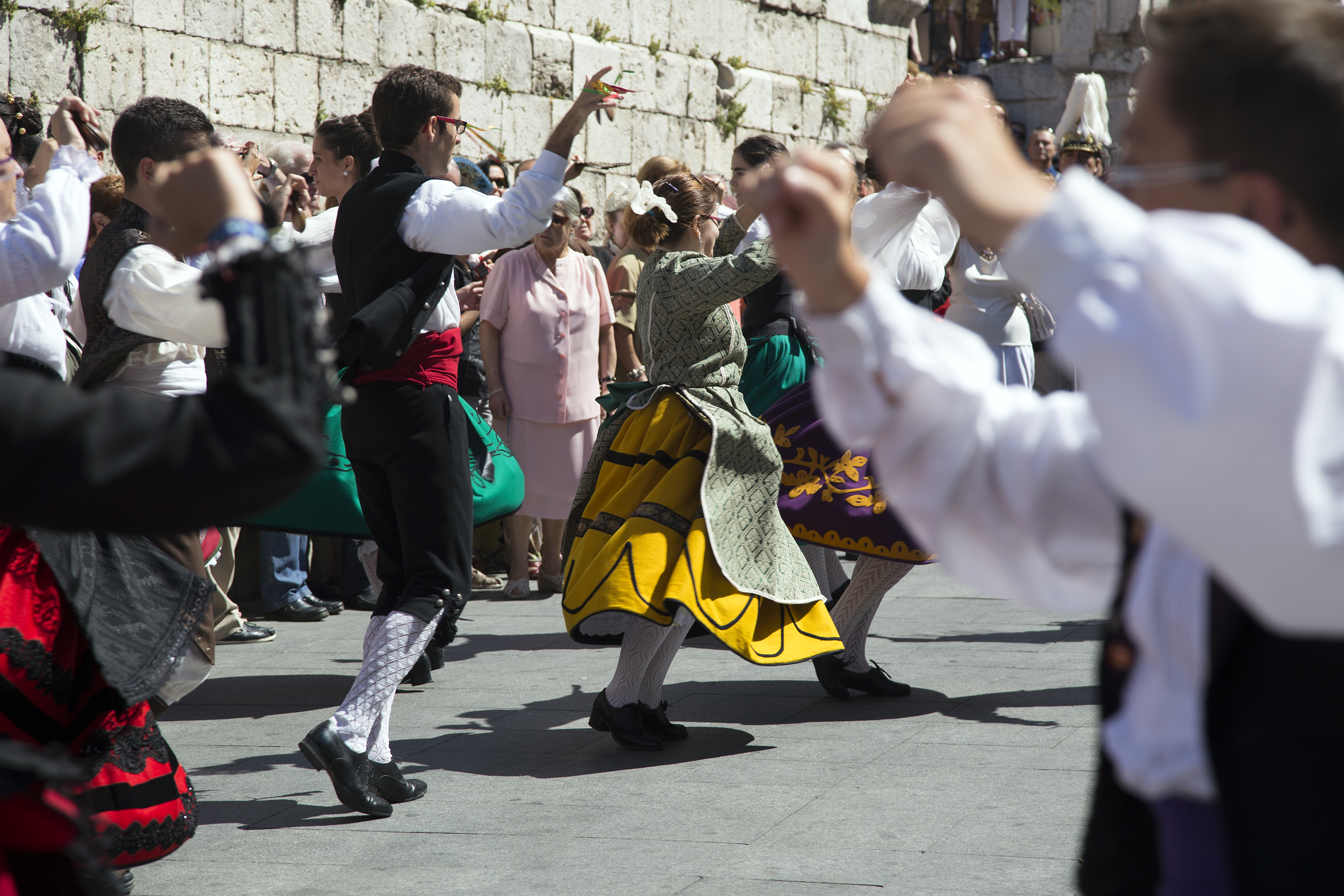
Grup de danses ballant una jota castellana als peus de la catedral de Valladolid amb motiu de la processó de la Verge de Sant Llorenç.

La jota castellana és una manifestació del folklore castellà (propi de Castella i Lleó, Madrid i Castella-la Manxa) d'un gènere musical, la jota, present en la major part de la geografia espanyola. El terme no es remunta més enllà del segle xviii.
Se sol acompanyar amb guitarres, bandúrries, llaüts, dolçaina i tambor, mentre la parella de ballarins dansa mantenint les mans damunt del cap, ocasionalment acompanyats de castanyoles. Aquests tipus de jotes es ballen amb els característics passos saltats, una mica picades, i són més sòbries i menys mogudes i airoses que l'aragonesa. La música va freqüentment acompanyada per cançons que reben el nom de cobles. Aquestes de vegades tracten de l'amor, de les noces (en les quals es donaven consells i lloances als nuvis), de la vida o de la seva religiositat, però gairebé sempre es caracteritzen per la seva picardia i gran sentit de l'humor.

## Origen
En les Aventuras en verso y prosa d'Antonio Muñoz (1739), apareix una primera referència a la paraula quan unes dones de Valladolid li demanen a un poeta que faci unes cobles “per cantar al coixinet, a la Jota, al sospir, a la Nanita i a altres tonades”. En el sainet La Junta de los Payos, de Ramón de la Cruz (1761) apareix una referència a la jota com a ball.
Sembla clar que el terme procedeix de sotar, això és, saltar o ballar. La seva estructura rítmica, segons certs autors, pot provenir del “Canari”, dansa amb ritme ternari i airós zapateado.
Des de l'època de la Secció Femenina es coreografien de manera arbitrària a través de grups de cors i danses locals diverses jotes antigues, molt similars en estructura: Jota de Íscar, Jota Burgalesa, Jota Castellana, La niña, Boleras de Velilla, etc.

## Estructura
Es distingeixen diferents tipus:
- Tipus 1: A=b/B=a/A=b/B=c/A=d/B=d/A=a. Les majúscules indiquen frases musicals i les minúscules versos octosíl·labs. La primera frase musical es canta amb el segon vers, la segona amb el primer, en la tercera, es repeteix la frase musical i la segona literària, etc.
- Tipus 2: A=b/B=a/A=b/B=c/C=d/B=d/C=a.
- Tipus 3: A=a/B=b/C=c/D=d, més la tornada. També A=a/B=b/C=c+d i tornada.

Els dos primers tipus tenen una introducció instrumental que se sol repetir en els intermedis entre cobla i cobla.
La jota exclusivament instrumental té quatre parts dividides de la següent manera: A/B/A/C (dues vegades) A/e/D/F (dues vegades) G/H/G/I/G/J (dues vegades) K/L/K/M (dues vegades). Aquesta estructura es repeteix completa dues o tres vegades.

## Variants
- Pingacho o Pingajo: Apareix en tota la regió i fins i tot a la regió portuguesa de Miranda. És un ball de director o Maestro (dansa mixta de cor i ballarins), les instruccions dels quals segueix el grup de danzantes executant els passos que aquell indica. De ritme binari o ternari.
- Loa Ajos: Jota popular en tota la regió, va ser cantada amb quatre frases musicals i tornada, encara que s'ha arribat a tocar amb compàs binari.
- La Cruz o la Virgen Blanca són balls amb restes de ritmes i estructures diversos pertanyents a paloteos, que es poden clasidicar dins de les danses religioses.
- El Corrido o Salteado. Consta de dues parts, la primera de moviment oscil·latori i lateral en marxa ràpida i la segona similar a la jota. La seva estructura és A/B/A/C (dues vegades) A/e/D/F (dues vegades). Tot es repeteix tres vegades.